# Obeckov
Obeckov je obec na Slovensku, v okrese Veľký Krtíš v Banskobystrickém kraji. Žije zde 444 obyvatel.

## Historie
První písemná zmínka pochází z roku 1257. V roce 1350 je zaznamenán spor mezi obcí Obeckov a Príbelce, kde v dokumentu je uváděn kostel svatého Jana a mlýn. Byla ve vlastnictví rodu Ebeckovců a dalších majitelů. Podle rodu Ebeckovců byla pojmenována Ebeczk – Obeckov.

## Kulturní památky
- Římskokatolický kostel svatého Jana Křtitele z roku 1894. Kostel je jednolodní neoklasicistická stavba s polygonálním závěrem (kněžištěm), přistavěnou sakristií a s věží připojenou k západnímu průčelí. Věž je členěná pilastry a římsami. Je ukončena jehlanovou střechou. V interiéru jsou ploché stropy.[3]
- Evangelický kostel je z roku 1908, jednolodní stavba. Fasády kostela jsou hladké s okny s obloukovým zakončením. U kostela se nachází volně stojící dřevěná zvonice.
- Památkově chráněný lidový zděný dům je postavený na obdélníkovém půdorysu s čtyř prostorovou dispozicí.[4]

Mezi další zajímavosti patří dva roubené domy s maštalí z první třetiny 19. století, které mají společnou valbovou slaměnou střechu nesenou sloupy. Nebo kamenné zděné domy s maštalí, stodolou a kůlnou postavené na půdoryse L.

## Galerie

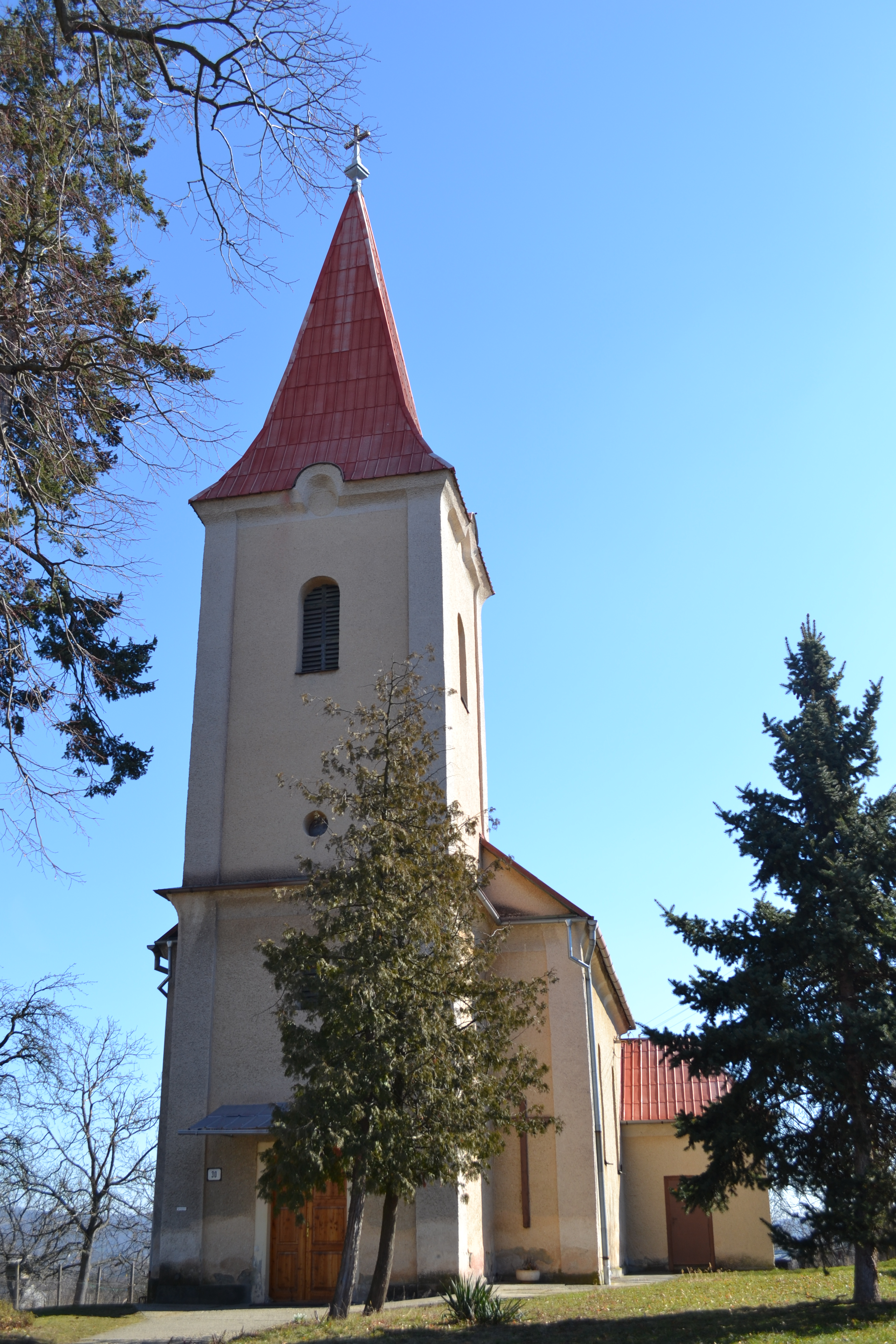
Kostel svatého Jana
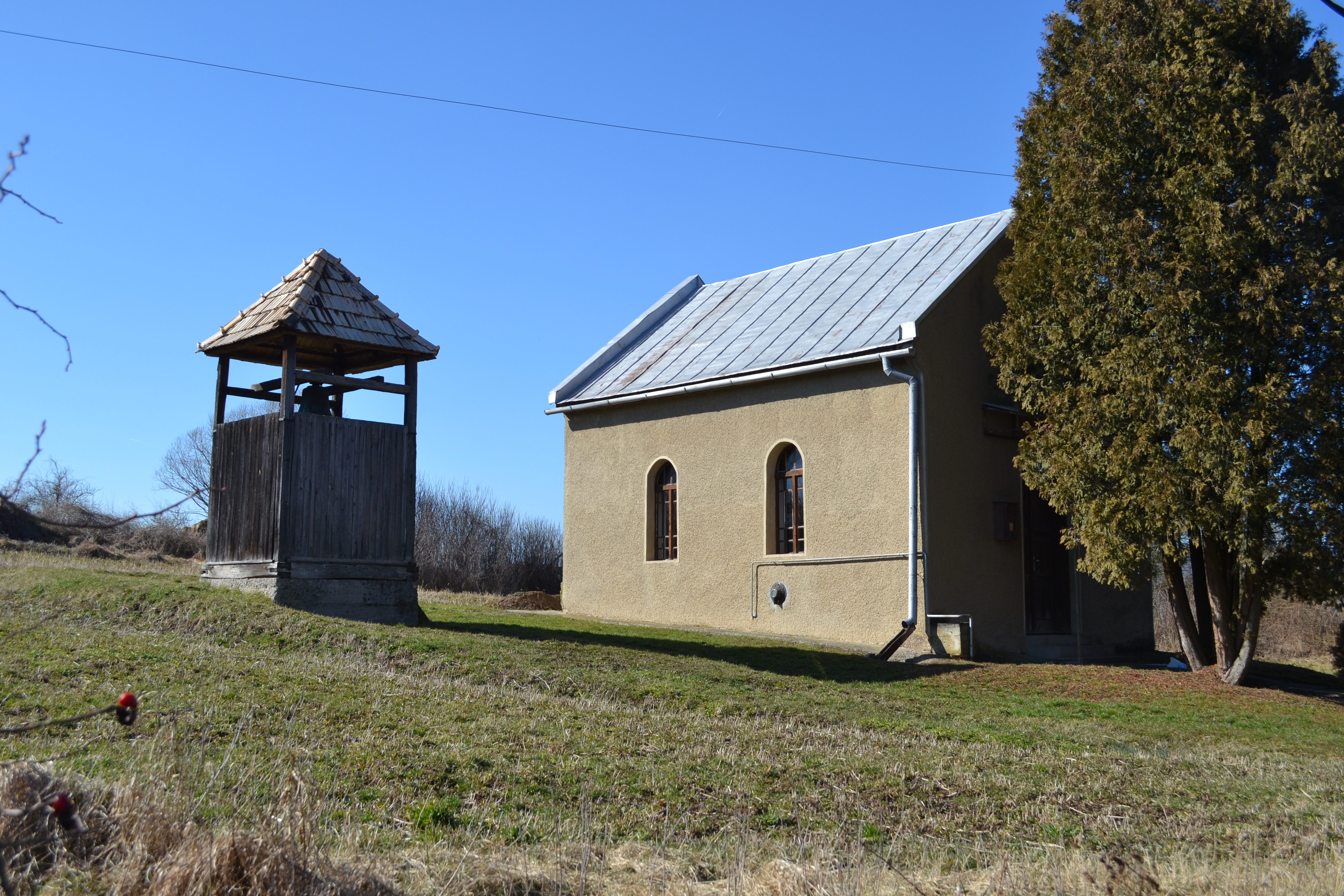
Evangelický kostel se zvonicí
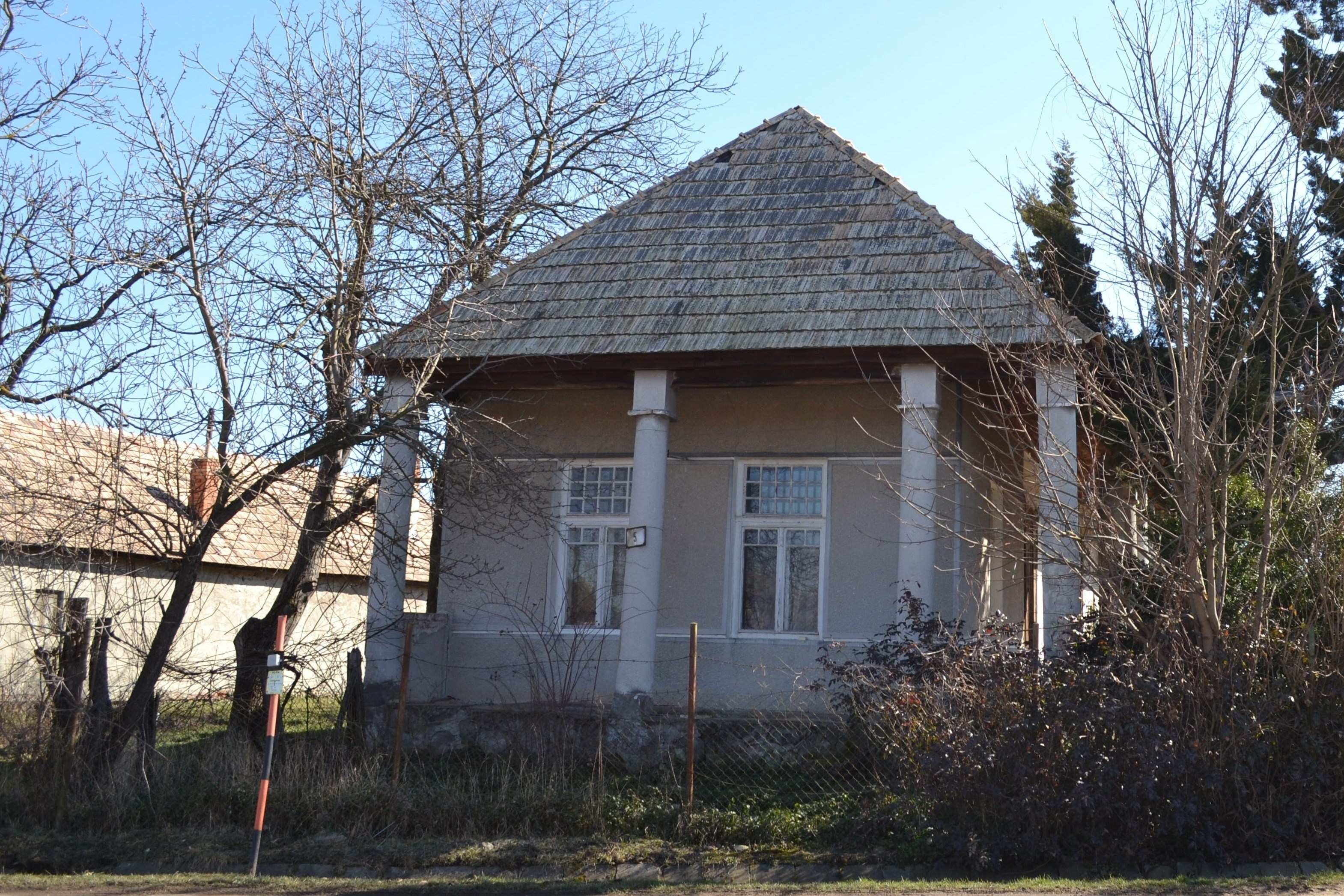
Lidový dům číslo 5
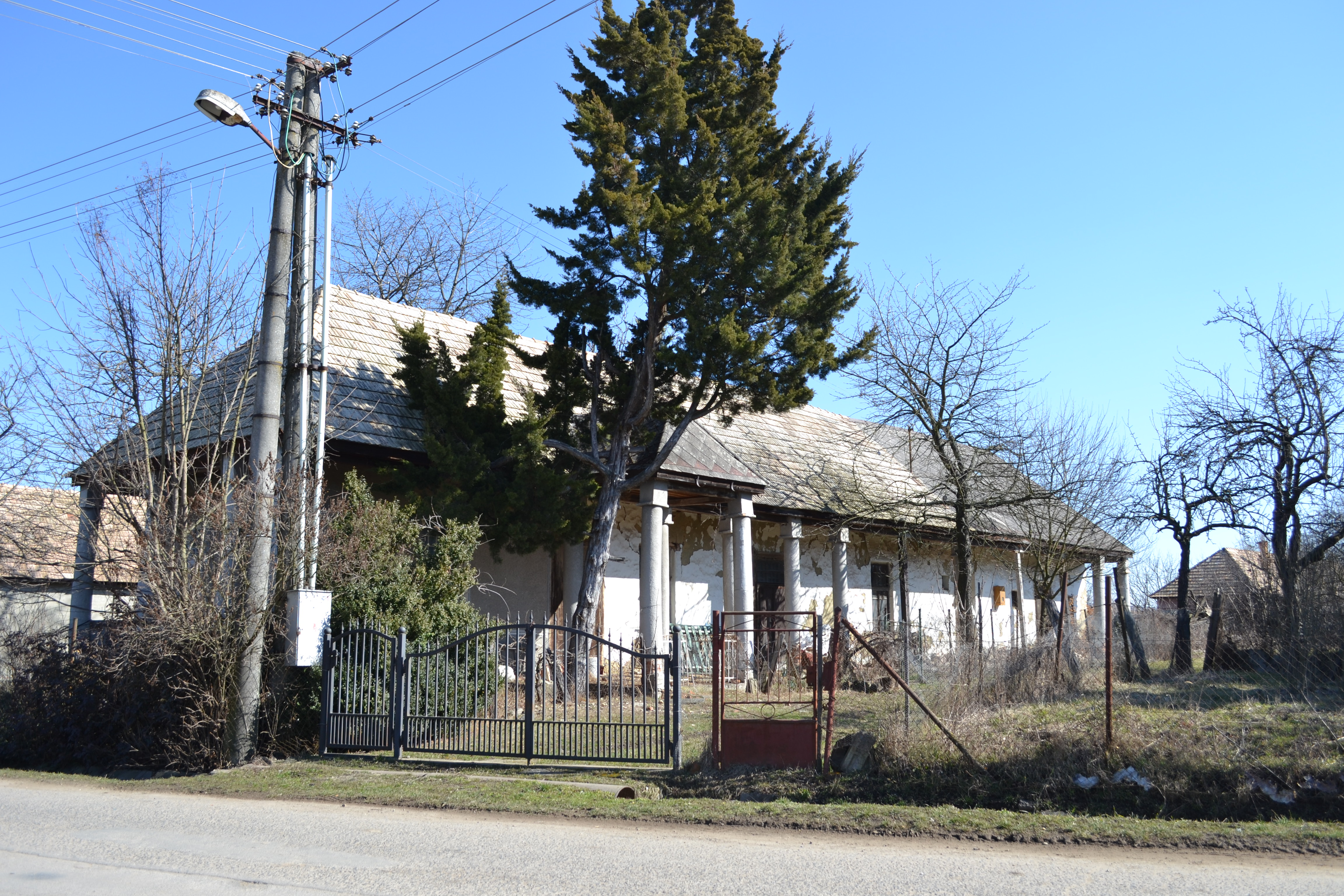
Lidový dům číslo 5